# 佐波山
佐波山（さばやま）は、山口県山口市と防府市の市境に位置する標高395.1mの山。山頂は山口市にある。

## 地理

### 山麓の東側
佐波山頂の東側、山頂近に近い佐波山峠（鯖山峠とも）は「勝坂の峠」などと呼ばれ（勝坂は防府市側の佐波山麓の地名）、萩往還の峠の一つであり、最高地点の標高は161m。1887年には佐波山洞道というトンネルが開通している。1973年に山麓を貫く形で国道262号佐波山トンネルが上下線を分離したトンネルとして開通している。旧萩往還のルートも舗装されており、車両の通行も可能。

### 山麓の西側
佐波山頂の西側で防府市と山口市を結ぶ道路として山口県道348号大内右田線が設定されているが、峠部分は車両通行不能である。

## アクセス
中国JRバス防長線「洞道入口」バス停から徒歩